# Mevania basalis
Mevania basalis är en fjärilsart som beskrevs av Walker 1864. Mevania basalis ingår i släktet Mevania och familjen björnspinnare. Inga underarter finns listade i Catalogue of Life.